# مارك أندرو
مارك أندرو (بالإنجليزية: Mark Andrew)‏ هو سياسي أمريكي، ولد في 15 يوليو 1950. حزبياً، نشط في الحزب الديمقراطي.